# Paul de Chaulnes
Pour les articles homonymes, voir Chaulnes.
Paul de Chaulnes est un évêque catholique français, évêque de Sarlat de 1701 à 1721 puis de Grenoble de 1721 à 1725.

## Biographie
Son père Claude de Chaulnes est conseiller au Parlement du Dauphiné et président du bureau des finances. Sa mère, Marguerite de Chissé, est la dernière d'une branche cadette de la famille de Chissé, qui a donné quatre évêques de Grenoble.
Chanoine de la Collégiale Saint-André de Grenoble, abbé commendataire de Pessan au diocèse d’Auch en 1689, il était également vicaire général et official de Grenoble. Mais « l’excessive recherche de sa toilette » lui attira un blâme sévère du cardinal Le Camus : mécontent, il partit alors pour Paris.
Évêque de Sarlat pendant 20 ans, il termina sa carrière dans sa ville natale dont il devint l'évêque. Partisan de la bulle Unigenitus, il accorda ses faveurs aux Jésuites. Opposé aux Oratoriens, il tenta de les expulser du Séminaire alors établi à Saint-Martin de Miséré ; mais le corps de ville de Grenoble adressa plusieurs mémoires au gouverneur du Dauphiné qui révoqua les mesures prises par l’évêque.
Il décède à Moirans le 20 octobre 1725 des suites d'une apoplexie survenue deux jours auparavant.